# Casey at the Bat (film 1927)
Casey at the Bat è un film muto del 1927 diretto da Monte Brice.

## Produzione
Il film fu prodotto dalla Famous Players-Lasky Corporation

## Distribuzione
Distribuito dalla Paramount Pictures, il film - presentato da Jesse L. Lasky e da Adolph Zukor - uscì nelle sale cinematografiche USA l'8 marzo 1927.